# Franciszek Smuda

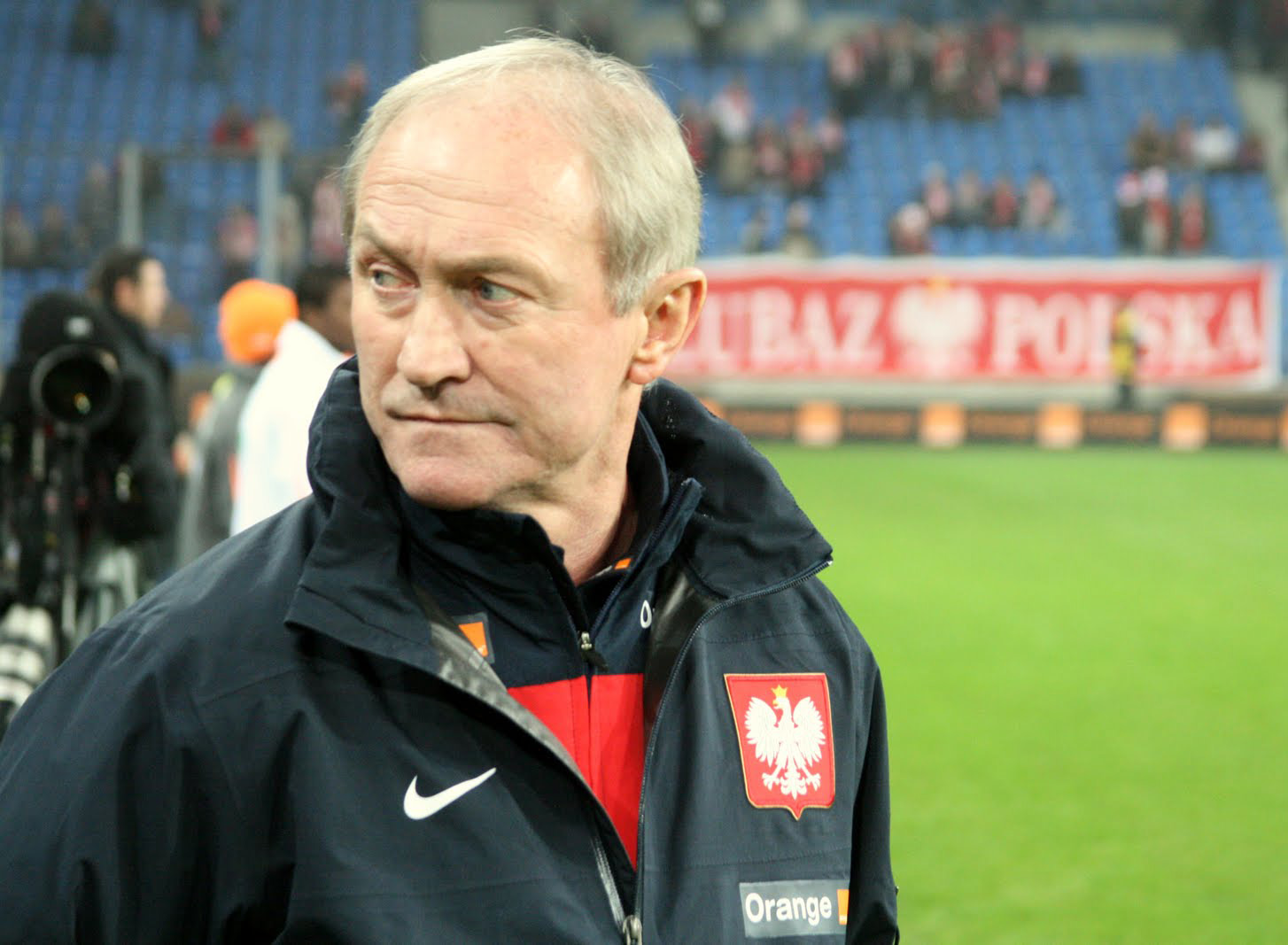
Franciszek Smuda roku 2010

Franciszek Smuda  (22. června 1948 Lubomia – 18. srpna 2024 Krakov) byl polský fotbalista a fotbalový trenér. Během své hráčské kariéry hrál na pozici obránce. 

## Trenérská kariéra
Trénoval několik polských klubů a také polskou fotbalovou reprezentaci, ke které nastoupil 29. října 2009.

### EURO 2012
Polský národní tým vedl na Mistrovství Evropy 2012, kde mělo Polsko jako pořadatelská země (společně s Ukrajinou) jistou účast. V zahajovacím utkání celého šampionátu 8. června se střetlo Polsko s Řeckem, v zápase se zrodila remíza 1:1. 12. června Smudovi svěřenci opět remizovali 1:1, tentokrát s mírným favoritem skupiny Ruskem. Polsko mělo stále naději na postup do čtvrtfinále, k tomu potřebovalo bezpodmínečně zdolat Českou republiku. 16. června pohřbil polské naděje na historicky první postup ze základní skupiny jediným gólem utkání český záložník Petr Jiráček. Polsko obsadilo se ziskem 2 bodů poslední čtvrté místo základní skupiny A a Franciszek Smuda po tomto neúspěchu rezignoval. Jeho nástupcem se stal Waldemar Fornalik.

## Osobní život
Jeho manželkou byla lékařka Małgorzata Drewniak-Smuda. V posledních letech života bojoval s leukemií. Zemřel 18. srpna 2024 v Krakově ve věku šestasedmdesáti let.